# 앙골라 프로빈셜 풋볼 스테이지
앙골라 프로빈셜 풋볼 스테이지(Angola Provincial Stage) (또는 앙골라 3부 리그)는 앙골라 축구 연맹이 주관하는 앙골라 축구의 축구 3부 리그이다.
전 세계 대부분의 리그 시스템과 달리 앙골라는 정규 2단계 리그 시스템이 없으며 최상위 리그인 지라볼라에서 강등된 팀은 출신 지역 챔피언십으로 강등된다. 각 지방 챔피언십의 챔피언들은 자동으로 리그 또는 토너먼트인 세군도나에 참가할 수 있는 자격을 얻는다.